# Sinkaljaure
Sinkaljaure är en sjö i Jokkmokks kommun i Lappland och ingår i Luleälvens huvudavrinningsområde. Sjön har en area på 2,71 kvadratkilometer och ligger 371,9 meter över havet. Sjön avvattnas av vattendraget Appokälven.

## Delavrinningsområde
Sinkaljaure ingår i det delavrinningsområde (737624-166544) som SMHI kallar för Utloppet av Sinkaljaure. Medelhöjden är 383 meter över havet och ytan är 8,83 kvadratkilometer. Räknas de 4 avrinningsområdena uppströms in blir den ackumulerade arean 53,71 kvadratkilometer. Appokälven som avvattnar avrinningsområdet har biflödesordning 3, vilket innebär att vattnet flödar genom totalt 3 vattendrag innan det når havet efter 252 kilometer. Avrinningsområdet består mestadels av skog (31 procent) och sankmarker (35 procent). Avrinningsområdet har 2,72 kvadratkilometer vattenytor vilket ger det en sjöprocent på 30,8 procent.